# Vanessa Marcil
Pour les articles homonymes, voir Marcil.
Vanessa Marcil, de son vrai nom Sally Vanessa Ortiz, est une actrice américaine née le 15 octobre 1968 à Indio en Californie (États-Unis). 
Révélée par le feuilleton télévisé Hôpital central (1992-2013), qui lui vaut le Daytime Emmy Awards de la meilleure actrice dans un second rôle, elle accède ensuite à la notoriété grâce aux séries télévisées Beverly Hills 90210 (1998-2000) et Las Vegas (2003-2008).

## Biographie

### Carrière
Après plusieurs rôles au théâtre, Vanessa Marcil apparaît pour la première fois sur le petit écran, en interprétant Brenda Barrett dans le feuilleton télévisé Hôpital central de 1992 à 1998. Ce rôle lui permet de se faire remarquer par la profession qui la récompense du Soap Opera Digest Awards de la meilleure actrice dans une série télévisée dramatique.
Elle profite alors de cette nouvelle visibilité pour faire ses débuts sur grand écran : En 1996, elle fait une apparition dans Rock, un film d'action avec Nicolas Cage, Sean Connery et Ed Harris.
Après une apparition dans deux épisodes de la série Haute Tension, produit par Steven Spielberg, ainsi qu'un rôle principal dans un téléfilm salué de Michael W. Watkins, nommé lors des Primetime Emmy Awards, elle décide, en 1998, de quitter la distribution principale d'Hôpital Central pour se consacrer à d'autres projets. 
C'est ainsi qu'elle décroche le rôle de Gina Kincaid, la petite-amie de Dylan et la cousine de Donna, dans la série télévisée culte Beverly Hills 90210. Après la fin de la série, l'actrice apparaît dans des séries à succès comme Spin City et New York Police Blues et occupe la vedette dans quelques longs métrages. 
En 1999, elle a joué dans deux films indépendants : la comédie romantique Nice Guys Sleep Alone et la comédie dramatique This Space Between Us, avec Jeremy Sisto.
Elle fait un retour remarqué, entre 2002 et 2003 dans la série General Hospital, qui lui vaut le Daytime Emmy Awards de la meilleure actrice dans un second rôle. Dans le même temps, elle incarne une journaliste dans le téléfilm catastrophe Storm Watch, sorti aux États-Unis en 2002 et qui se nomme Orage virtuel en France.
De 2003 à 2007, elle incarne Samantha Jane « Sam » Marquez dans la série Las Vegas sur NBC. Ce show est un succès et rencontre son public, il permet de révéler également l'acteur Josh Duhamel. L'interprétation de Vanessa Marcil est saluée par une citation pour le Women's Image Network Awards 2005 de la meilleure actrice dans une série télévisée dramatique. 
La série terminée, elle rejoint pour quelques épisodes la série Lipstick Jungle : Les Reines de Manhattan puis FBI : Portés disparus. Elle porte également les téléfilms Nanny Express avec Brennan Elliott et Sous le soleil de Miami, qui la voit former un triangle amoureux avec les acteurs Casper Van Dien et Jon Seda.

#### Passage au second plan et téléfilms
Entre 2010 et 2013, elle ré-endosse une nouvelle fois le rôle de Brenda Barrett dans General Hospital. Parallèlement, elle joue les guest-star dans la série Hawaii 5-0. Au cinéma, elle rejoint la comédie d'action indépendante The Bannen Way qui se fait remarquer. 
En 2014, c'est encore à la télévision qu'elle incarne des premiers rôles, donnant la réplique à d'autres acteurs de séries télévisées : le téléfilm romantique Paradis d'amour avec James Denton, révélé par Desperate Housewives, vient ensuite le drame Borrowed Moments face à Brian Krause, rendu célèbre par Charmed. 
En 2015, elle est à l'affiche de la télé-réalité, Queens of Drama. Cette émission met en scène plusieurs actrices de soap opera comme Hunter Tylo (Amour, Gloire et Beauté) et Donna Mills (Côte Ouest) qui travaillent ensemble pour créer un feuilleton télévisé destiné au prime time.
Elle poursuit ensuite sa carrière avec des téléfilms et incarne l'héroïne d'Un fiancé qui tombe à pic de David Winning, suivi du thriller Une mère de trop avec Brooke Nevin, mais encore Bad Tutor et My Stepfather's Secret avec Eddie McClintock et Kevin Sizemore.

## Vie privée
En août 1989, à 20 ans, Vanessa épouse l'acteur Corey Feldman — âgé de 18 ans, au bout de seulement sept mois de relation. Ils finiront par divorcer le 1er janvier 1993.
En mai 1995, elle entame  une relation avec l'acteur canadien, Nathan Fillion. Le couple se fiance en 1996, puis se sépare quelques mois plus tard. Par la suite, entre 1997 et 1999, elle fréquente l'acteur Tyler Christopher.
En mai 1999, elle devient la compagne de son ancien partenaire dans Beverly Hills, 90210, Brian Austin Green. Ils se fiancent en 2001, puis deviennent parents d'un garçon, prénommé Kassius Lijah Marcil-Green (né le 30 mars 2002). Le couple se sépare en mars 2003. 
Après avoir eu une liaison avec l'acteur Jeremy Piven, ainsi qu'avec le scénariste, Ben Younger en 2005, Vanessa épouse le 11 juillet 2010 l'acteur, Carmine Giovinazzo — son compagnon depuis moins d'un an. En juin 2011, le couple annonce attendre un enfant ensemble, mais Vanessa fait une fausse-couche ; il s'agit de la deuxième cette même année. En août 2012, Vanessa demande le divorce, citant des "différends insurmontables" ; le divorce sera prononcé en mars 2013.
En avril 2015, Vanessa annonce ses fiançailles à un shérif adjoint qu'elle surnomme MC sur les réseaux sociaux ; le couple se fréquente depuis mai 2013. Alors que le 13 novembre 2017, Vanessa annonce être enceinte d'une petite fille, elle révèle le 27 janvier 2018 avoir fait de nouveau une fausse-couche. Il s'agit de la septième. 

## Filmographie

### Cinéma

#### Courts métrages
- 1995 : The Undertaker de Parris Patton : La groupie
- 1997 : 976-WISH de David L. Bertman : Danielle

#### Longs métrages
- 1996 : Rock de Michael Bay : Carla Pestalozzi
- 1999 : Nice Guys Sleep Alone de Stu Pollard : Erin
- 1999 : This Space Between Us (en) de Matthew Leutwyler (en) : Maggie Harty
- 2010 : The Bannen Way de Jesse Warren : Madison

### Télévision

#### Télé-réalité
- 2015 : Queens of Drama : elle-même (11 épisodes)

#### Séries télévisées
- 1992-1998, 2002-2003, 2010-2011, 2013 : Hôpital central / Alliances & Trahisons (General Hospital) : Brenda Barrett (360 épisodes)
- 1997 : Haute Tension (High Incident) : Kerry Andrews (saison 2, épisodes 16 et 19)
- 1998-2000 : Beverly Hills 90210 : Gina Kincaid (saison 9 - dès l'épisode 7 - et saison 10 - à l'épisode 17 - 37 épisodes)
- 2001 : Spin City : Kara, la folle (saison 5, épisode 23)
- 2001-2003 : New York Police Blues : Détective Carmen Olivera (saison 9, épisode 2 / saison 11, épisode 3)
- 2003-2008 : Las Vegas : Samantha « Sam » Jane Marquez (rôle principal - 106 épisodes)
- 2004-2005 : Preuve à l'appui (Crossing Jordan) : Samantha « Sam » Jane Marquez (saison 4, épisode 7 et saison 5, épisode 2)
- 2008 : Les Reines de Manhattan (Lipstick Jungle) : Josie Scotto (saison 2, épisode 7, 8 et 11)
- 2009 : FBI : Portés disparus (Without a Trace) : Kim Marcus (saison 7, épisodes 17-18 et 20)
- 2012 : Hawaii 5-0 (Hawaii Five-O) : Dr Olivia Victor (saison 3, épisode 8)
- 2013 : American Girl Trapped on a Telenovela : Sarah Forlenza (pilote non retenu)

#### Téléfilms
- 1996 : Liaisons Obscures (To Love, Honor and Deceive) de Michael W. Watkins : Sydney Carpenter
- 2002 : Orage virtuel (Storm Watch) de Terry Cunningham : Tess Woodward
- 2008 : Nanny Express (The Nanny Express) de Bradford May : Kate Hewitt
- 2009 : Sous le soleil de Miami (One Hot Summer) de Betty Kaplan : Margarita Silva Santos
- 2014 : Paradis d'Amour (Stranded in Paradise) de Bert Kish : Tess Nelson
- 2014 : Borrowed Moments de Doug McHenry : Christine
- 2016 : Un fiancé qui tombe à pic (The Convenient Groom) de David Winning : Kate Lawrence
- 2017 : Une mère de trop (The Wrong Mother) de Craig Goldstein : Kaylene Larsen
- 2018 : Liaison dangereuse avec mon professeur (Bad Tutor) de Jeff Hare : Kelly Armstrong
- 2019 : Mariage, mensonges et secrets (My Stepfather's Secret) de Michael Feifer : Tina Kershaw

## Distinctions
Sauf indication contraire ou complémentaire, les informations mentionnées dans cette section proviennent de la base de données IMDb.

### Récompenses
- Soap Opera Digest Awards 1997 : Star féminine la plus hot pour Hôpital central
- Soap Opera Digest Awards 1998 : Meilleure actrice dans une série télévisée dramatique pour Hôpital central
- Daytime Emmy Awards 2003 : Meilleure actrice dans un second rôle dans une série télévisée dramatique pour Hôpital central
- Soap Opera Digest Awards 2003 : Retour marquant préféré pour Hôpital central

### Nominations
- Soap Opera Digest Awards 1994 : Révélation féminine de l'année pour Hôpital central
- Soap Opera Digest Awards 1995 : Meilleur duo dans un soap opera pour Hôpital central, nomination partagée avec Maurice Bénard
- Daytime Emmy Awards 1997 : Meilleure actrice dans un second rôle dans une série télévisée dramatique pour Hôpital central
- Online Film & Television Association 1997 : Meilleure actrice dans un second rôle dans une série télévisée dramatique pour Hôpital central
- Daytime Emmy Awards 1998 : Meilleure actrice dans un second rôle dans une série télévisée dramatique pour Hôpital central
- Online Film & Television Association 1998 : Meilleure actrice dans un second rôle dans une série télévisée dramatique pour Hôpital central
- Women's Image Network Awards 2005 : Meilleure actrice dans une série télévisée dramatique pour Las Vegas

## Voix françaises

### En France
- Dominique Westberg 
  - Beverly Hills 90210 (série télévisée)
  - Las Vegas (série télévisée)
  - Preuve à l'appui (série télévisée)
  - Les Reines de Manhattan (série télévisée)
  - Sous le soleil de Miami (téléfilm)
  - Un fiancé qui tombe à pic (téléfilm)
  - Une mère de trop (téléfilm)
  - Liaison dangereuse avec mon professeur (téléfilm)
- Anne Rondeleux dans Rock
- Hélène Mondoux dans Paradis D'amour